# Isaac de Porthau
Isaac de Porthau, Portau o Portaut (30 de enero de 1617 - Pau, 13 de julio de 1712) fue un mosquetero gascón de la Maison du Roi en la Francia del siglo XVII. Además, fue el primo primero del Conde de Troisville, capitán de los mosqueteros de la Guardia y primo de Armand Athos. Porthau sirvió de inspiración para el personaje de Alejandro Dumas "Porthos" en Las novelas de D'Artagnan.

## Vida
Nacido en Bearn como hijo Isaac de Porthau de Camptort de Campagne de Castetbon (Secretario de la Parlamento de Bearn) y Clémence de Brosser, fue el mayor de cuatro hijos: Jean, Jeanne y Sarah. Su hermano Jean también se convirtió en un mosquetero negro y puede ser en parte responsable de las representaciones ficticias de Porthau.
Porthau sirvió en compañía de Alexandre de Essarts, primo del Conde de Troisville, antes de unirse a los mosqueteros de la Guardia en 1642. Tuvo dos hijos: Arnaud y Jean.
Tras la muerte de su padre en 1654, renunció a la guardia y asumió el cargo de Secretario del Parlamento de Bearn. Murió de un accidente cerebrovascular el 13 de julio de 1712 y fue enterrado en la Chapelle du Saint-Sacrement, en la Iglesia de San Martín de Pau.